# Gauss' lov om magnetisme
 For alternative betydninger, se Gauss' lov (flertydig). (Se også artikler, som begynder med Gauss' lov)
Gauss' lov om magnetisme er en lov i elektromagnetismen, der lægger begrænsninger på magnetfelters form. Den omtales også som loven om ingen magnetiske monopoler, da den udelukker eksistensen af disse. Den er et modstykke til Gauss' lov for elektriske felter, og begge regnes blandt de 4 Maxwell-ligninger. Loven kan formuleres på differential- eller integralform, og disse er ækvivalente.

## Differentialform
På differentialform skrives Gauss' lov
{\displaystyle \nabla \cdot \mathbf {B} =\mathbf {0} ,}
og det siges, at magnetfeltet er divergensfrit. I materialer, hvor den magnetiske styrke {\displaystyle \mathbf {H} } kan skrives som
{\displaystyle \mathbf {H} ={\frac {1}{\mu }}\mathbf {B} ,}
følger det af Gauss' lov at det samme må gælde for {\displaystyle \mathbf {H} }-feltet:
{\displaystyle \nabla \cdot \mathbf {H} =\mathbf {0} .}
| Fysik | Spire Denne artikel om fysik er en spire som bør udbygges. Du er velkommen til at hjælpe Wikipedia ved at udvide den. |